# Scudo a losanga
Lo scudo a losanga è generalmente impiegato per le donne non sposate ed è simbolo di verginità. Nell'araldica inglese e araldica scozzese è utilizzato anche per le donne sposate. Nei due paesi, donne vedove hanno uno scudo a losanga partito.
È impiegato anche come supporto ufficiale nell'araldica civica catalana.

stemma della Principessa Anna del Regno Unito
D'argento pieno